# Via Aurelia

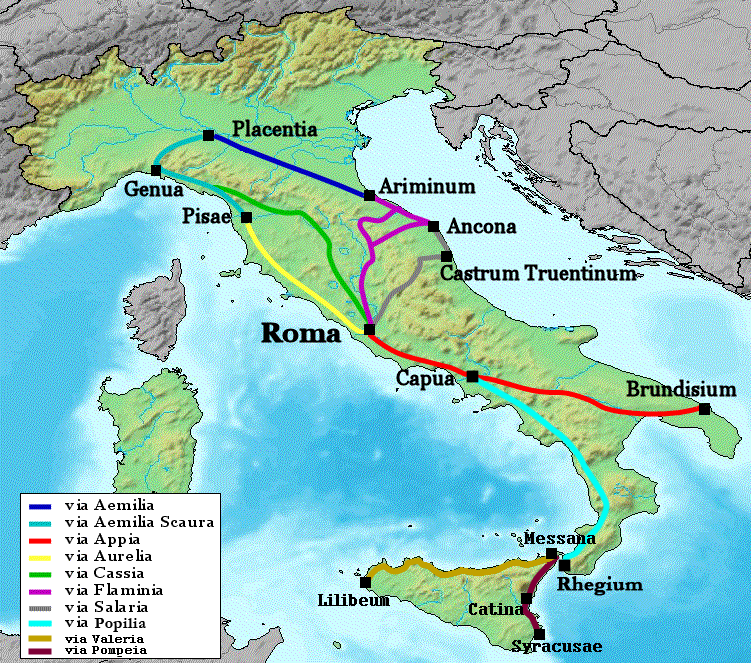
Mapa nejvýznamnějších římských cest. Žlutě znázorněná Via Aurelia

Via Aurelia je bývalá římská cesta, která spojovala Řím s městy Cosa a Pisa. Její délka byla 336 km.
Pro fungování a expanzi Říma životně důležitou cestu vybudoval okolo roku 241 před Kristem konzul Gaius Aurelius Cotta, po kterém získala i své jméno. Zkušenosti s budováním cest měl ze svého dřívějšího působení na Sicílii, kde budoval komunikace v době první punské války.

## Trasa cesty
Via Aurelia doplňovala už existující síť římských cest. Stejně jako ostatní měla šířku 15 stop a byla lemována milníky označujícími vzdálenost. V Římě přecházela přes most Pons Aemilius a po vybudování Aureliánových hradeb opouštěla město směrem na západ branou Porta Aurelia. Pokračovala k městu Alsium a podél pobřeží k důležité vojenské základně Cosa. Vlastní Via Aurelia končila v strategicky důležitém přístavu v Pise, odkud říše podnikala výpravy proti Kartágu a Galii.
V roce 109 před Kristem byla cesta prodloužena zhruba o 200 mil úsekem zvaným Via Aemilia Scaura postaveným M. Aemiliem Scaurem. Cesta poté spojovala města Dertona, Placentia, Cremona, Aquilea a Janov.
Současná dálnice SS1 vedená v trase staré cesty je i dnes známá jako La Via Aurelia.